# William Henley
William Thomas Henley (* 1814 in Midhurst; † 13. Dezember 1882 in London) war ein britischer Elektroingenieur, Erfinder und Unternehmer. Zur Herstellung von Telegrafenkabeln gründete er das Kabelunternehmen WT Henley.

## Leben
William Henley, geboren und aufgewachsen in Südengland in der Grafschaft West Sussex, zog im Jahr 1830, im Alter von 16 Jahren, nach London und arbeitete dort als Hafenarbeiter (englisch porter). In seiner Freizeit befasste er sich mit dem Bau von Messinstrumenten. Um 1837 empfahl der Naturforscher John Peter Gassiot (1797–1877), der auf ihn aufmerksam geworden war, dem Physiker Charles Wheatstone (1802–1875), der seit 1834 Professor für Experimentalphysik am King’s College in London war, Henley als Mitarbeiter aufzunehmen. Von nun an befasste er sich mit der Entwicklung und dem Bau von Elektromotoren und Geräten für die damals brandneue und hochmoderne elektrische Telegrafie. Unter anderem konzipierte er eine Drahtummantelungsmaschine, die sechs Drähte gleichzeitig mit Baumwolle oder Seide umsponn und so isolieren konnte (siehe auch: Bild unter Weblinks). Ab 1839 war er in der Lage, anderen Instrumentenbauern und Elektroexperimentatoren große Mengen an isoliertem Draht zu liefern, und zwar zu etwa der Hälfte des Preises seiner Mitbewerber. Die durch sein junges Unternehmen erwirtschafteten Gewinne nutzte er, um es weiter auszubauen und elektrische Experimente zu finanzieren.
Nachdem die Electric Telegraph Company, eine damals bedeutende Telegrafengesellschaft, kurz die Electric genannt, die telegrafischen Patente von William Cooke (1806–1879) und Wheatstone erworben hatte, erteilte sie Henley eine Reihe von Fertigungsaufträgen, zahlte ihn jedoch nicht aus. Kurz darauf erfand Henley einen verbesserten Telegrafenapparat, bei dem elektrische Stromimpulse nicht durch Batterien, sondern durch eine Kombination aus beweglichen Spulen und Permanentmagneten erzeugt wurden (Patent Nr. 12236 von 1848). Für seinen Telegrafen gewann er auf der ersten Weltausstellung von 1851 eine Goldmedaille und verkaufte ein Jahr später, 1852, die Patentrechte für 68.000 £ an den ärgsten Mitbewerber der Electric, die English and Irish Magnetic Telegraph Company.

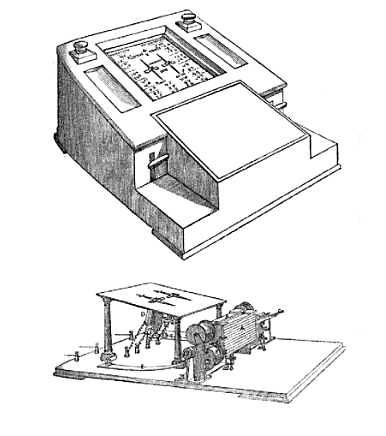
Telegrafenappparat nach Henley (1858)

Im Jahr 1857 zog er nach Greenwich und gründete im Norden von Woolwich eine Fabrik zur Herstellung von Seekabeln. Hier fertigte er das 2651 km lange Kabel, das kurz darauf erfolgreich im Persischen Golf verlegt wurde. Dabei handelte es sich um das erste Seekabel, das während der Herstellung, dem Transport und der Verlegung umfassender Tests unterzogen wurde. Anschließend erhielt er den Zuschlag zur Fertigung der besonders stark gepanzerten Küstenabschnitte der später erfolgreich verlegten Transatlantikkabel von 1865 und von 1866.
Im Jahr 1876 schließlich wurde seine neue Firma, die W. T. Henley & Co. Ltd. gegründet. Nach deren Liquidation ging der Großteil der Werke in den Besitz der Telegraph Maintenance and Construction Company über, die diese daraufhin schloss. Ein kleiner Teil der Werke wurde 1880 in die W. T. Henley’s Telegraph Works Company, kurz WT Henley umgewandelt, deren Geschäftsführer er war.
William Thomas Henley starb im Alter von 68 Jahren. Er wurde auf dem Kensal Green Cemetery in London beerdigt.